# Cerco de Magas
O Cerco de Magas ocorreu por três meses entre 1239 e 1240 comandado por Guiuque e Mangu, dois generais e futuros grão-cãs do Império Mongol. Os mongóis abriram estradas em meio as florestas locais para atravessarem suas armas de cerco. O cerco terminou numa vitória mongol decisiva e na anexação do Reino da Alânia. Os defensores da fortaleza, totalizando 2 700 pessoas, foram mortos.